# هنري لويد
هنري لويد (بالإنجليزية: Henry Lloyd) هو قاضي ومحامي وسياسي أمريكي، ولد في 21 فبراير 1852 في مقاطعة دورشيستر في الولايات المتحدة، وتوفي في 30 ديسمبر 1920 في كامبريدج في الولايات المتحدة. حزبياً، نشط في الحزب الديمقراطي. وقد انتخب حاكم ماريلاند ‏.